# DCF77

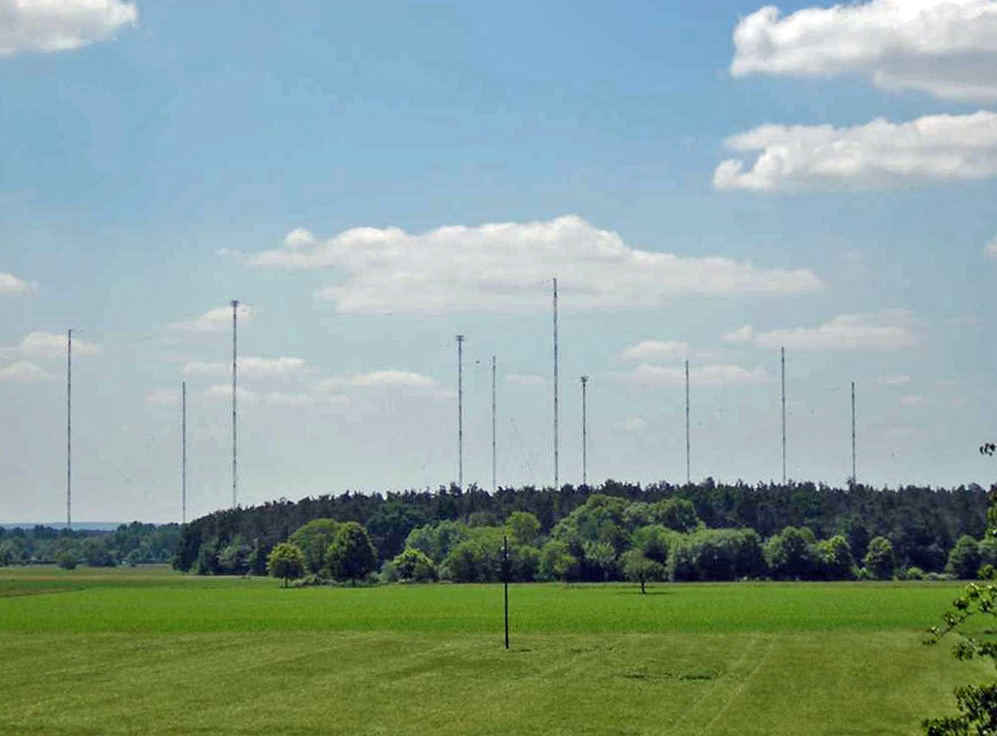
A DCF77 rádióadó látképe az antennákkal

A DCF77 egy hosszúhullámon sugárzó atomidő-szinkronjeladó a németországi Mainflingenben, Frankfurt központjától 25 km-re délkeletre. Atomórával meghatározott nagy pontosságú idő rádiófrekvenciás AM üzemmódú sugárzására használatos már 1978 óta. Az utóbbi években nálunk is elterjedt rádióvezérlésű órák működtetésére használják, amelyekkel – megfelelő vételi körülmények között – egy másodperc per millió év pontosságot lehet elérni.
Az Európa nagy részén érvényes egységes időszámítás szerint UTC+1 (a nyári időszámítás alatt UTC+2) időt szolgáltat.

## Jellemzői

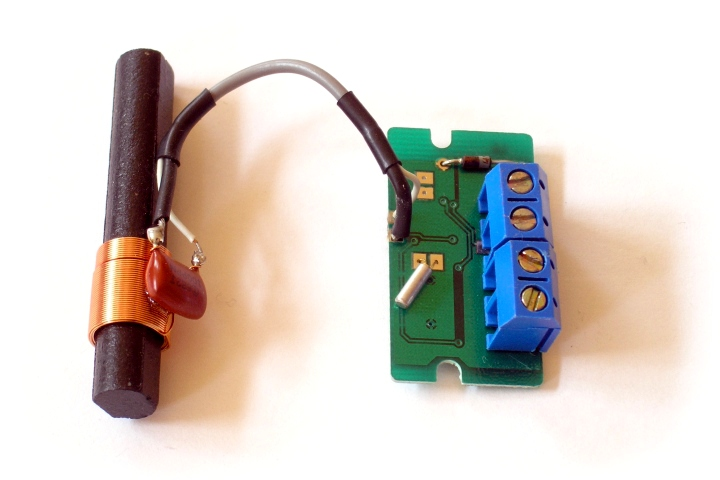
Olcsó DCF vevő ferritantennával és csatlakozóval

- koordináták: é. sz. 50° 00′ 56″, k. h. 9° 00′ 39″50.015556°N 9.010833°E
- sugárzási teljesítmény: 50 kW
- frekvencia: 77,5 kHz
- moduláció típusa: AM.

### Működése

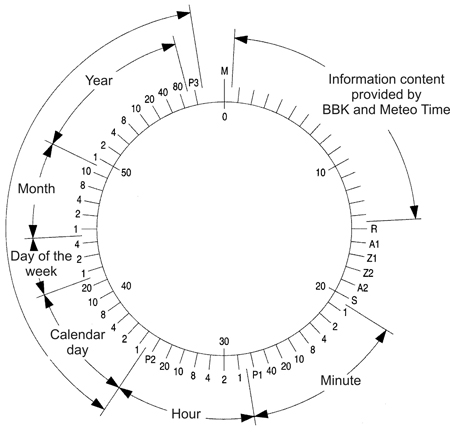
A DCF77 jel értelmező ábrája

Az egy perc hosszúságú jelsorozat egyes másodpercei előre meghatározott jelentéssel bírnak, ezek hordozzák a tényleges információt. A nulladik másodperc a jelsorozat indító jele, ezt megelőzően az 59. másodperc pedig a perc-szinkront jelenti. 
Ebből tudják a vevőegységek, hogy honnan kezdődik a jel. Az ábrán látható a felosztás, amely érdekessége, hogy már a tervezéskor – igen előrelátóan – meghagyták az 1-14 másodperceket jövőbeni célokra. A 15-19 másodpercek között az időzóna, nyári-téli időszámítás, és egyéb szerviz-kódok információi kaptak helyet. A 20. másodperc indító jelétől kezdődik a percidő jelsorozata (21-27-ig). A kódolás módszere: binárisan kódolt decimális alakú (BCD). Ezt követi egy paritás-bit a percidő ellenőrzésére (28). Ezután 29-től 34-ig az óraidő jelei következnek. A kódolási módszer ugyanaz, mint a perc esetében, azzal a különbséggel, hogy a maximális 24-óra kijelzéséhez elegendő egy bittel rövidebb csoport is (lásd: ábra). A 35. mp ismét egy paritásbit az óraidő ellenőrzésére. 36-41-ig a hónap napja, 42-44-ig a hét napja, 45-49 a hónap sorszáma, 50-57 az évszám utolsó két számjegyének értéke. Az 58. mp az előzőekben ismertetett dátum értékeinek paritásbitje. Az 59. másodperc mudulációhiánya a perc-szinkront jelzi, ahogyan erről már korábban szó volt. Látható, hogy igen egyszerű módszerrel az összes szükséges információt tartalmazza a jel, és ebből kifolyólag a feldolgozásához szükséges elektronika is igen egyszerű, ami miatt manapság már olcsón előállítható és igen jelentős mértékben miniatürizálható.

### Felhasználási területek

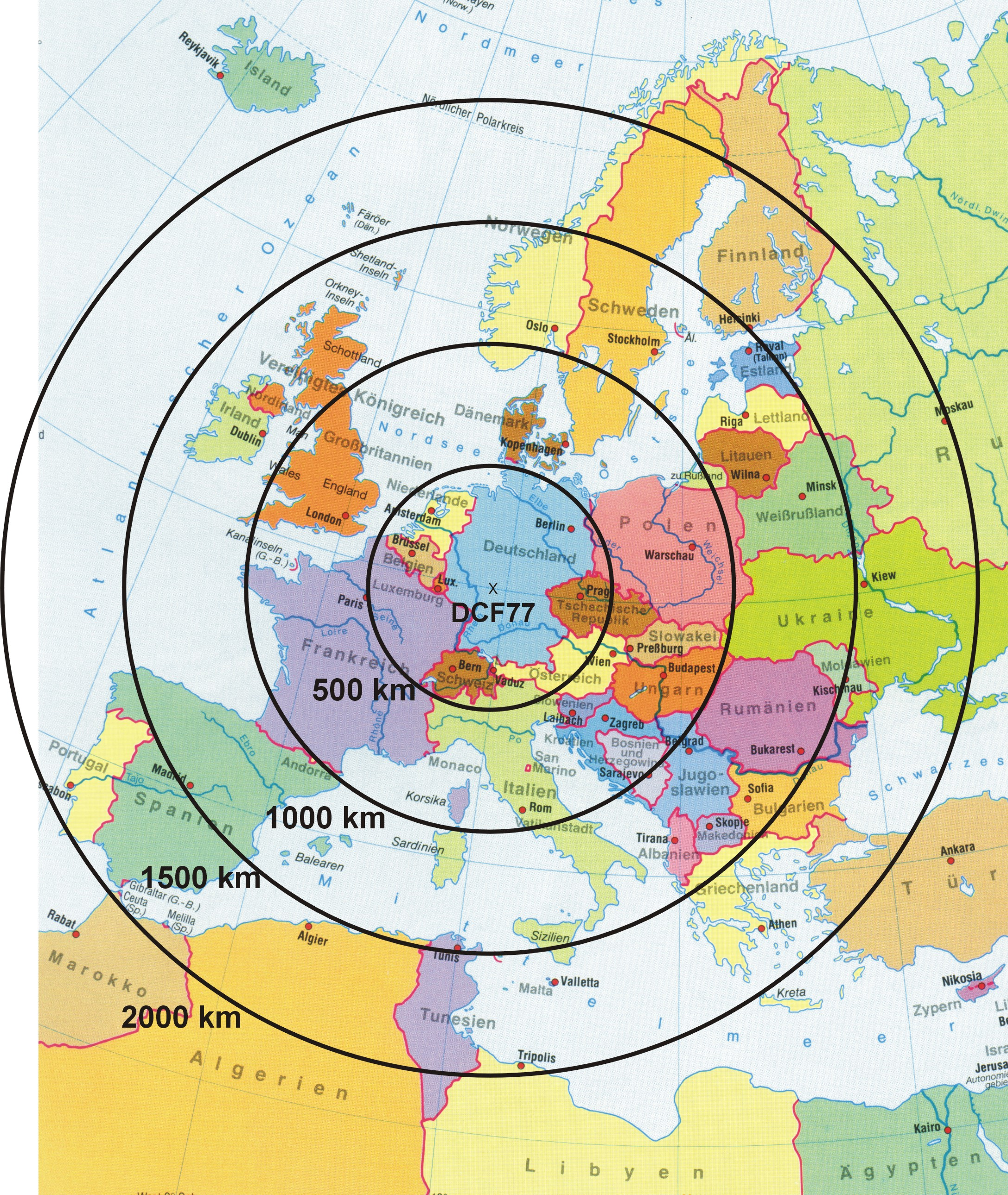
A DCF77 jel vételi körzete

Mivel egyszerűen és olcsón integrálható, ezért számos felhasználási területe van, a karóráktól egészen a professzionális idővezérelt alkalmazásokig. Az automatikusan pontos időre beálló falióra már egyáltalán nem luxus, ami ráadásul még az európai téli-nyári időszámításhoz is automatikusan igazodik. Időjárásállomások és egyéb pontosidő-függő felhasználási módok olcsó alternatívája a DCF77, mivel ehhez képest a GPS műholdvevő és jelkiértékelő berendezések ára jóval magasabb. Felesleges volna például drága GPS-vevőt építeni egy-egy berendezésbe, ha ott csak a pontos idő lényeges, és a pozíció-információra nincs szükség. A pontos időhöz igazodó kerti locsolóautomatika például nélkülözni tudja a földrajzi pozícióját érintő adatokat, ellenben a pontos idő és dátum valóban szükséges a helyes automatikus működéshez. A praktikus utazó-zsebórák, digitális zsebnaptárak, és minden, időt mutatni képes elektronikus eszköz hasznosíthatja a DCF jelet, amely Európában mindenhol garantálja az egységes, pontos időkijelzést. Egyszerűsége ellenére még mindig sok elektronikus időmérő eszköz gyártója nem használja ki a lehetőséget, mivel a DCF vevő és jelkiértékelő áramkörök ugyan olcsóbbak GPS-es társaiknál, de még így is költségnövelő tényezőt jelentenek. Sok gyártó készít hagyományos és DCF vevős készülékeket is, így a vásárló döntheti el, hogy melyiket választja, lehetőségeihez mérten.

### Vételi körzet
A DCF77 egy Frankfurt körüli 2000 km-es körben fogható, gyakorlatilag egész Európában, Tunéziában, Marokkó északi részén és Törökország északnyugati részén.

## Rádióvezérlésű óra
A DCF77 jelet hasznosító órák analóg illetve LCD vagy LED kijelzős kivitelben készülnek. Közös jellemzőjük a 77,5 kHz-re hangolt pici ferrit-antenna és a jelkiértékelő áramkör. Ez utóbbi többnyire egy gyárilag előre elkészített cél-áramkör, azaz egy integrált áramkör. Az analóg megoldás egy igen érdekes problémával szembesül, hiszen a napjában egymást többször is átfedő mutatók kiindulási helyzete nem egyértelmű, ám a pontos idő kijelzéséhez feltétlenül szükség van egy origó pontra, amelyhez képest a mutatók felveszik majd az aktuális időt kijelző helyzetet a vett rádiójel függvényében. Legtöbb esetben egy alaphelyzetbe állításra szolgáló kontaktus zárása után a léptetőmotorok visszaállítják a mutatókat tartó tengelyeket a 12 óra 0 perc 0 másodperc helyzetbe, így a mutatók felszerelése elvégezhető, majd rövid idő elteltével megkezdődik a rádiójel vétele. A kis motorok pontosan a jó pozícióba forgatják a mutatókat, így ha azok megfelelően vannak felhelyezve, az óra a pontos időt mutatja majd. A kijelzős változatok könnyebb helyzetben vannak, ott elég a dekódolt értékeket a kijelzőt vezérlő áramkörnek átadni és megjeleníteni. A kijelzős változatok általában mutatni tudják a rádiójellel érkező többi adatot is (többnyire a dátumot és a hét napját), míg az analóg változat csak az óra-perc-másodperc hármasra szorítkozik. Amikor elérkezik a nyári-téli óraátállítás ideje, mindkét változat hűen követi a kapott értékeket. Igen érdekes látvány, amikor a falióra mutatói egyszer csak felveszik az új pozíciót, a korszerűbb típusok akár oly módon, hogy visszafelé is képesek mozgatni a mutatókat.
Az órák bár folyamatosan kapják a DCF-adó jelét, nem szinkronizálnak állandóan, mert ez a művelet több energiát fogyaszt és szükségtelen is, elegendő naponta egy alkalommal venni a pontos időt. A vételi viszonyoktól függően előfordulhat, hogy az óra nem tudja kiértékelni a kisugárzott jelet, ebben az esetben közönséges kvarcóraként viselkedik, és pontossága aznap ennek megfelelően alakul.